# Ferdinand-Braun-Schule
Die Ferdinand-Braun-Schule Fulda ist ein gewerblich technisches Berufsschulzentrum in Fulda.

## Geschichte
Mit der Umorganisation des gewerblichen Berufsschulwesens im Stadt- und Landkreis Fulda entstand 1974 die Gewerblich-technische Berufsschule der Stadt Fulda mit den Berufsfeldern der metallgewerblichen, der elektrotechnischen, der bau- und holzgewerblichen, der drucktechnischen, der naturwissenschaftlich-technischen und der gestaltenden Berufe. Die Berufsfelder Metall-, Elektrotechnik und Chemische/Physikalische Technik bezogen das neue Gebäude in der Goerdelerstraße. Die anderen Berufsfelder verblieben bis zur Fertigstellung des Erweiterungsbaus 1987/88 in der alten Berufsschule in der Esperantostraße.
Am 7. November 1974 wurde das neue Schulgebäude mit Theorie- und Fachräumen sowie einem modern ausgestatteten Werkstatttrakt übergeben und eingeweiht. Die Gewerblich-technische Berufsschule der Stadt Fulda erhält den Namen Ferdinand-Braun-Schule, Technische Schulen der Stadt Fulda, benannt nach dem Physiker, Elektrotechniker und Nobelpreisträger Ferdinand Braun.

## Ausrichtung
Die Ferdinand-Braun-Schule stellt ein umfangreiches Angebot an Schulformen für die Aus- und Weiterbildung in technischen Berufen zur Verfügung. Die Berufsschule, als Ausbildungspartner in der dualen Berufsausbildung, ist in Fulda für die Berufsfelder Metalltechnik, Elektrotechnik, Farbtechnik und Raumgestaltung, Druck- und Medientechnik sowie Bau- und Holztechnik verantwortlich. Die zweijährige Berufsfachschule wird in Holz-, Metall- und Elektrotechnik angeboten und führt zu einem mittleren Abschluss. Die Fachoberschule steht an der Ferdinand-Braun-Schule mit den Fachrichtungen Gestaltung, Maschinenbau, Elektrotechnik und Bautechnik als Vollzeitschulform zur Verfügung und schließt nach bestandener Prüfung mit der Fachhochschulreife ab. Ein Berufliches Gymnasium mit der Fachrichtung Technik führt zur allgemeinen Hochschulreife (Abitur), die zum Studium in allen Fakultäten an allen Hochschulen berechtigt. Eine zweijährige Fachschule bietet in Vollzeit- und Teilzeitbeschulung eine Weiterbildung in den Fachrichtungen Automatisierungs-, Elektro-, Maschinen-, Karosserie- und Fahrzeugtechnik sowie Farb- und Lacktechnik an und führt zum Abschluss Staatlich geprüfter Techniker und mit Zusatzprüfung zum Handwerksmeister.